# Pegel Maxau

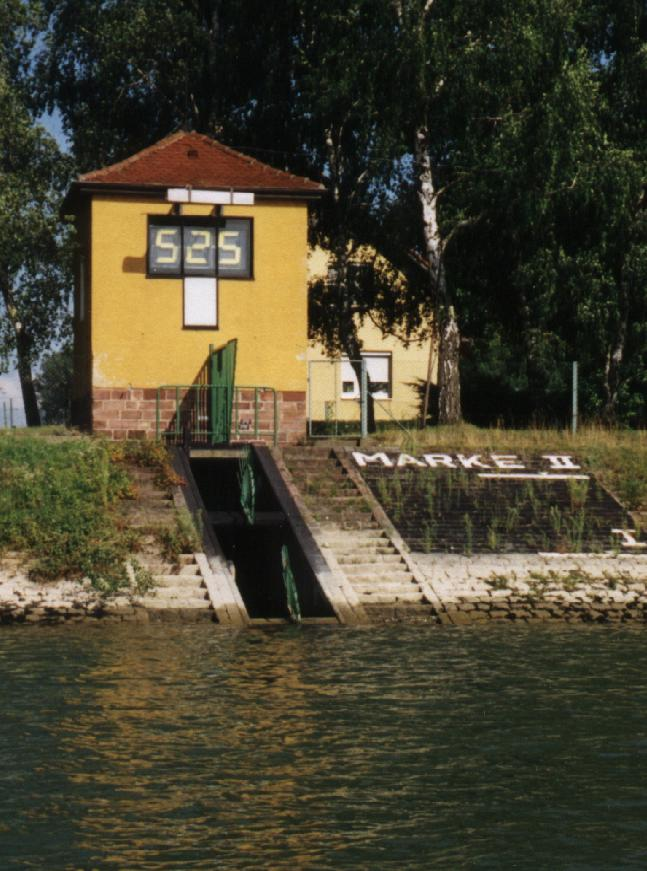
Pegel Maxau

Der Pegel Maxau (auch Pegel Karlsruhe-Maxau oder Pegel Karlsruhe genannt) ist ein Messpegel für die Rheinschifffahrt, für die Anwohner und für flussabwärts gelegene Ufergebiete am Oberrhein. Er befindet sich bei Rheinkilometer 362,3 auf dem rechten Rheinufer zwischen den Rheinbrücken und der Einfahrt zum Jachthafen Maxau im Karlsruher Stadtteil Knielingen. Seine Pegelnullpunkthöhe liegt 97,72 Meter über Normalnull. Betreiber ist das Wasserstraßen- und Schifffahrtsamt Oberrhein, das beim Pegel ein Dienstgebäude unterhält.
Der Pegel Maxau ist Richtpegel für den Bereich des Oberrheins zwischen der Schleuse Iffezheim (Rheinkilometer 334) und Germersheim (Rheinkilometer 384). Die Hochwassermarke I liegt bei 620 cm, bei Erreichen der Hochwassermarke II von 750 cm wird die Schifffahrt in diesem Bereich weitgehend eingestellt. Zudem wird bei dieser Marke das Hochwassersperrtor des Karlsruher Rheinhafens geschlossen.
Der mittlere Wasserstand beträgt 523 cm. Am 14. Mai 1999 wurde ein Wasserstand von 884 cm gemessen.